# Koto
Il koto (箏?) è uno strumento musicale cordofono appartenente alla famiglia delle cetre, derivato dal Guzheng cinese. Fu introdotto in Giappone durante il periodo Nara ed è un elemento ricorrente all'interno dell'Utsubo monogatari, un Uta monogatari risalente al periodo Heian.

## Lo strumento
Il corpo dello strumento è costituito da una cassa armonica, lunga circa due metri e larga tra i 24 ed i 25 cm, costruita, in genere, con legname di Paulownia (Paulownia Tomentosa o kiri, in giapponese). Su di essa corrono tredici corde di uguale diametro ed aventi stessa tensione, ognuna delle quali poggia su un ponticello mobile (ji, 柱), tali corde vengono suonate con un plettro simile ad un'unghia.
Il koto viene paragonato al corpo di un drago cinese disteso. Per tale motivo, le diverse parti di cui esso è formato assumono dei nomi che ricordano quelle del mitico animale, come ad esempio:
- Ryuko (schiena del drago): è la parte superiore della cassa armonica,
- Ryuto e ryubi (testa e coda del drago): sono le estremità dello strumento.

### Diffusione
All'inizio il koto venne usato per lungo tempo solamente presso la corte imperiale. Questo stato di cose cambiò nel XVII secolo soprattutto ad opera di Yatsuhashi Kengyō (1614-1684) che sì applicò a rendere il koto maggiormente accessibile presso la popolazione. Ideò l'accordatura Hirajōshi e creò composizioni divenute dei classici della letteratura per questo strumento come Rokudan e Midare.

### Tecnica esecutiva
Il koto viene suonato poggiandolo sul terreno tramite quattro piccoli piedi di legno. Il suonatore si pone in ginocchio o seduto di fronte ad esso e pizzica le corde tramite l'ausilio di tre plettri (tsume) fissati al pollice, all'indice ed al medio della mano destra. Esistono due tipi di plettri a seconda delle due scuole tradizionali d'insegnamento di questo strumento:
- di forma ovale, usato nella scuola Yamada
- di forma quadrata, usato nella scuola Ikuta

La mano sinistra non viene utilizzata per suonare ma per produrre una serie di abbellimenti agendo sulle corde, tendendole. A partire dal XX secolo, però, a causa degli influssi della musica occidentale che determinarono lo sviluppo della Nuova Musica Giapponese, si è iniziato a pizzicare le corde anche con la mano sinistra al fine di ottenere effetti polifonici.

### Accordatura
il koto si accorda muovendo opportunamente i suoi ponticelli. Esistono diversi tipi di accordature a seconda del genere musicale, del brano da eseguire o della scuola tradizionale. Alcune delle accordature usate nel koto sono:
- l'accordatura Hirajōshi (una delle più utilizzate),
- l'accordatura kokinjoshi,
- l'accordatura gakujoshi,
- l'accordatura honkumoijoshi.

Alle corde del koto viene assegnato un nome numerico a partire da quella più lontana dall'esecutore. Tali nomi sono:
- ichi (一? "uno")
- ni (ニ? "due")
- san (三? "tre")
- yon (四? "quattro")
- go (五? "cinque")
- roku (六? "sei")
- shichi (七? "sette")
- hachi (八? "otto")
- kyū (九? "nove")
- jū (十? "dieci")
- to (斗? "misura")
- i (為? "azione")
- kin (巾? "panno")

La nota associata ad ogni corda varia dipendentemente dalla accordatura scelta.
Lo spartito per koto si presenta generalmente sotto forma di intavolatura che si legge dall'alto in basso e da destra verso sinistra. Poiché nell'intavolatura sono riportati i nomi delle corde da pizzicare e non le note, ne consegue che se di quello spartito non è noto il tipo di accordatura, non sarà possibile suonare quel brano. Nell'intavolatura sono riportati anche segni che indicano quale dito usare e le tipologie degli abbellimenti.

## Compositori celebri
Tra i più importanti compositori per koto figurano:
- Yatsuhashi Kengyō (八橋検校?)
- Mitsuzaki Kengyō (光崎検校?)
- Yoshizawa Kengyō (吉沢検校?)
- Miyagi Michio (宮城道雄?)